# Мальвиль (Атлантическая Луара)
Мальвиль (фр. Malville) — коммуна на западе Франции, находится в регионе Пеи-де-ла-Луар, департамент Атлантическая Луара, округ Сен-Назер, кантон Блен. Расположена в 26 км к северо-западу от Нанта. Через территорию коммуны проходит национальная автомагистраль N165 Нант-Брест.
Население (2017) — 3 463 человек.

## Достопримечательности
- Приходская церковь Святой Екатерины
- Развалины шато Гус XV-XVI веков

## Экономика
Структура занятости населения:
- сельское хозяйство — 2,4 %
- промышленность — 61,3 %
- строительство — 8,1 %
- торговля, транспорт и сфера услуг — 18,4 %
- государственные и муниципальные службы — 9,8 %

Уровень безработицы (2016 год) — 8,8 % (Франция в целом — 14,1 %, департамент Атлантическая Луара — 11,9 %). 

Среднегодовой доход на 1 человека, евро (2016 год) — 21 774 (Франция в целом — 20 809, департамент Атлантическая Луара — 21 548).

## Демография
Динамика численности населения, чел.

## Администрация
Пост мэра Мальвиля с 2020 года занимает Мартин Лежюн (Martine Lejeune). На муниципальных выборах 2020 года возглавляемый ею блок одержал победу в 1-м туре, получив 50,32 % голосов.
| Период | Период | Фамилия       | Партия        | Примечания         |
| ------ | ------ | ------------- | ------------- | ------------------ |
| 1971   | 1980   | Марк Варен    |               |                    |
| 1980   | 1989   | Серж Пье      |               |                    |
| 1989   | 2008   | Даниэль Аллар |               |                    |
| 2008   | 2008   | Доминик Бидо  | Разные правые | пенсионер          |
| 2008   | 2020   | Доминик Манаш | Разные правые | коммерческий агент |
| 2020   |        | Мартин Лежюн  |               |                    |

## Галерея

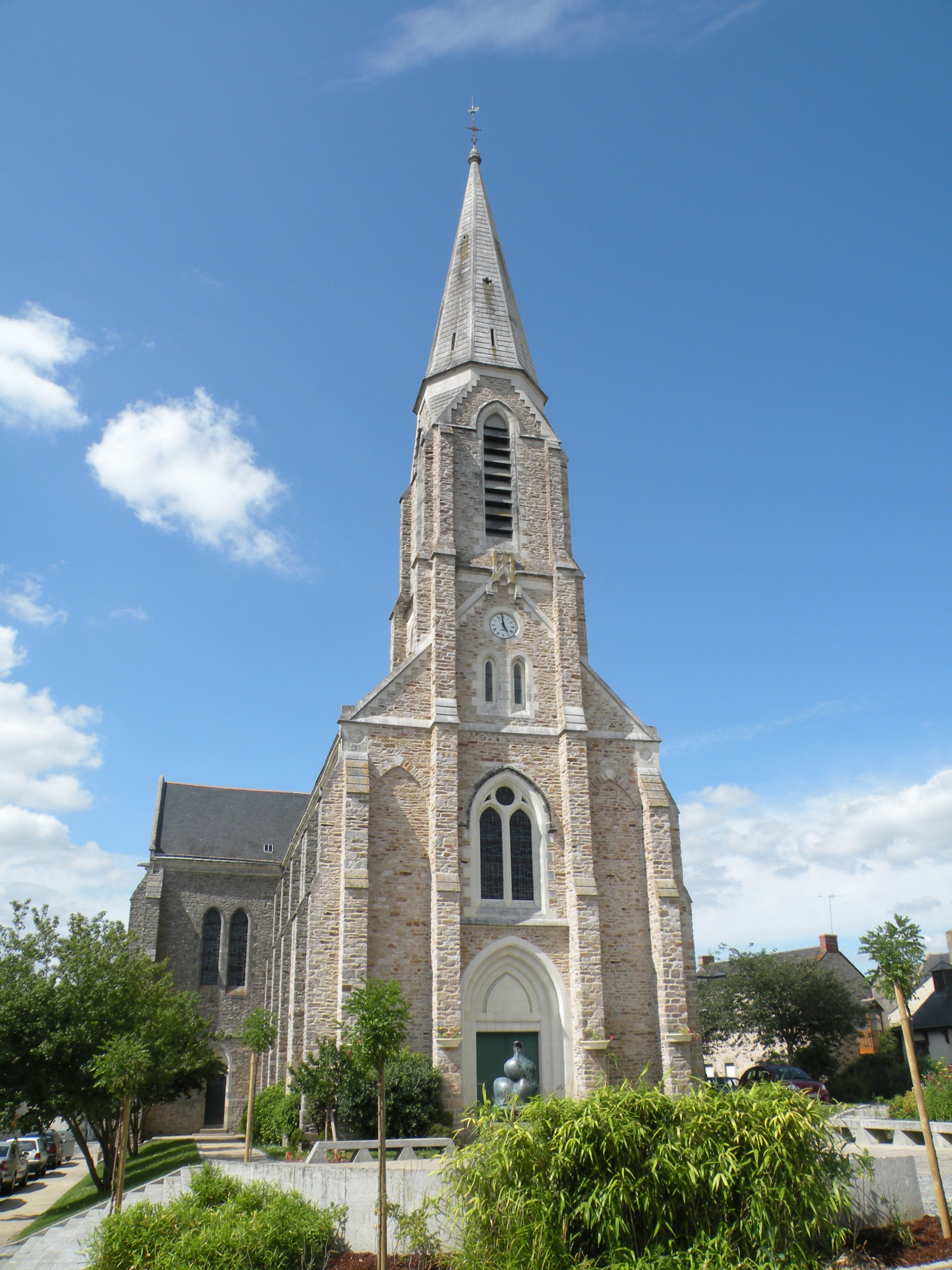
Церковь Святой Екатерины
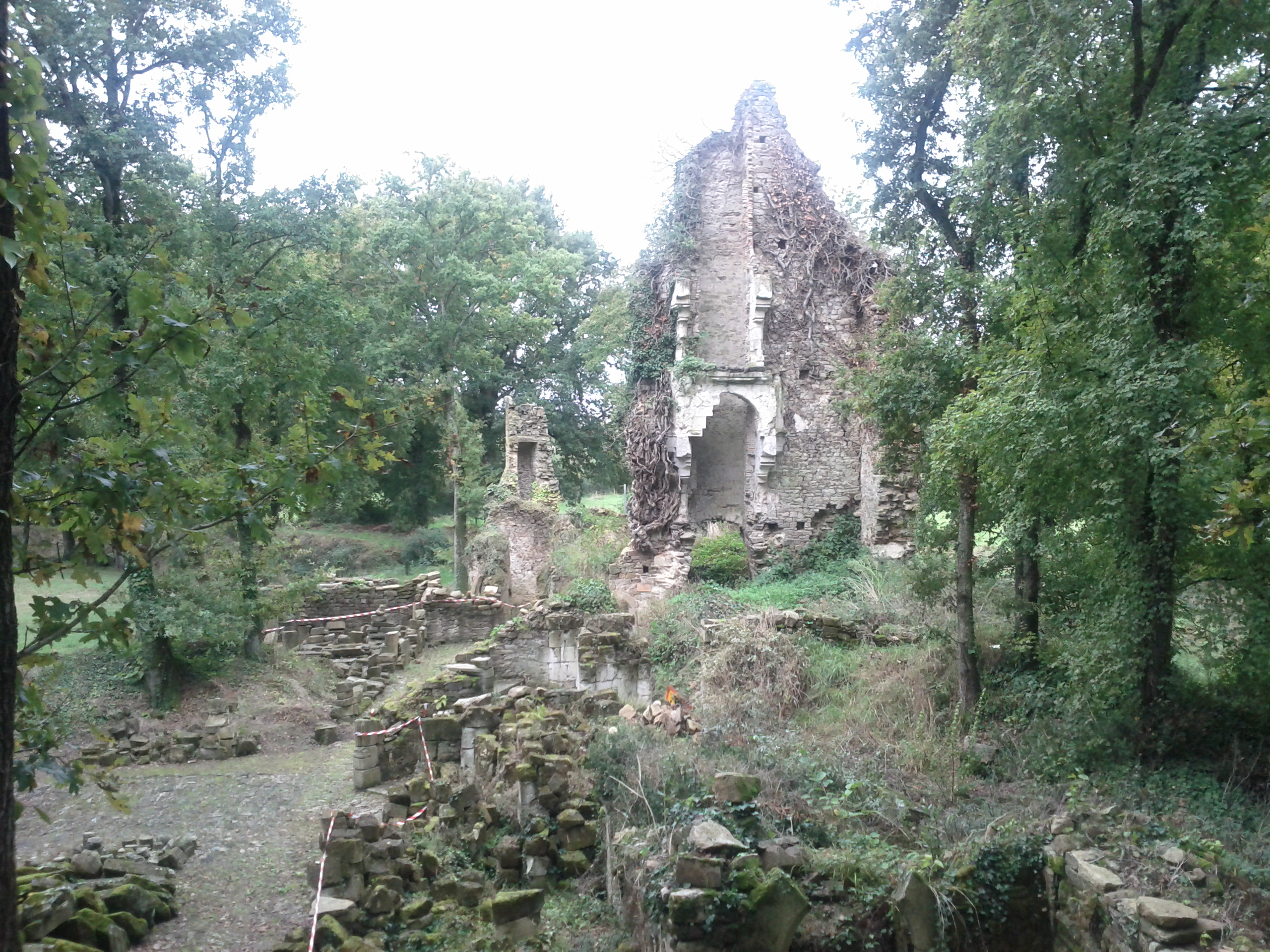
Развалины шато Гус